# Béla Békessy
Dans le nom hongrois Békessy Béla, le nom de famille précède le prénom, mais cet article utilise l’ordre habituel en français Béla Békessy, où le prénom précède le nom.
Béla Békessy, né le 16 novembre 1875 à Debrecen et mort le 16 juillet 1916 à Volhynie alors en Ukraine, est un escrimeur hongrois pratiquant le sabre et le fleuret.

## Biographie
Béla Békessy remporte la médaille d'argent à l'épreuve du sabre aux Jeux olympiques de 1912 à Stockholm. Il est battu en finale par son compatriote Jenő Fuchs. Il est alors âgé de trente-sept ans.
Il est huit fois champion de Hongrie tant au sabre qu'au fleuret. Il remporte six fois consécutivement le titre au sabre entre 1902 et 1907. En 1905 et 1906, il est champion de Hongrie au fleuret et au sabre.
Béla Békessy meurt au combat lors de la Première Guerre mondiale à Volhynie alors en Ukraine.

## Palmarès
- Jeux olympiques d'été
  -  Médaille d'argent au sabre en 1912
- Championnats de Hongrie d'escrime
  - Champion de Hongrie au sabre en 1902, 1903, 1904, 1905, 1906, 1907
  - Champion de Hongrie au fleuret en 1905 et 1906.